# 100人大戦ボンバーマン
『100人大戦ボンバーマン』（ひゃくにんたいせんボンバーマン）は、2012年3月28日にコナミデジタルエンタテインメントより配信開始されたスマートフォン（iOS/Android）用アクションゲーム。ハドソンブランドタイトルの一つで、現在では配信が終了している。

## 概要
コナミデジタルエンタテインメントがボンバーマンシリーズの権利元であったハドソンを吸収合併（2012年3月1日）してから初めてリリースしたタイトル。
SNSゲームサイト「kiwi」への登録が必要で、30分毎にプレイ回数が1つ回復するスタミナ課金制。友達招待でコスチュームが手に入ったり、他プレイヤーを仲間登録するとフィールド外からアイテムを投げるなどのサポートを行うソーシャル要素がある。
エリアは30。ステージは200以上。
100人大戦
プレイヤー+味方NPC4体と敵NPC95体で戦うモード。
6人バトル
プレイヤーが敵NPC5体と戦うモード。
経験値を貯めてレベルアップし、「ファイア」、「ボム」、「スピード」、「効果時間」のパラメータをカスタマイズしていく。